# Айше-султан
Айше Султан (осман. عائشہ سلطان; тур. Ayşe Sultan) — османська принцеса, дочка Кесем Султан і Ахмеда І. Зведена сестра султана Османа II (правління 1618–22) і сестра султана Мурада IV (правління 1623–40) та султана Ібрагіма (правління 1640–48). Відома численними політичними шлюбами.
Айше є персонажем турецького телесеріалу «Величне століття. Нова володарка»; роль Айше в підлітковому віці виконала Суді Зюлал Гюлер.